# اوتیکان

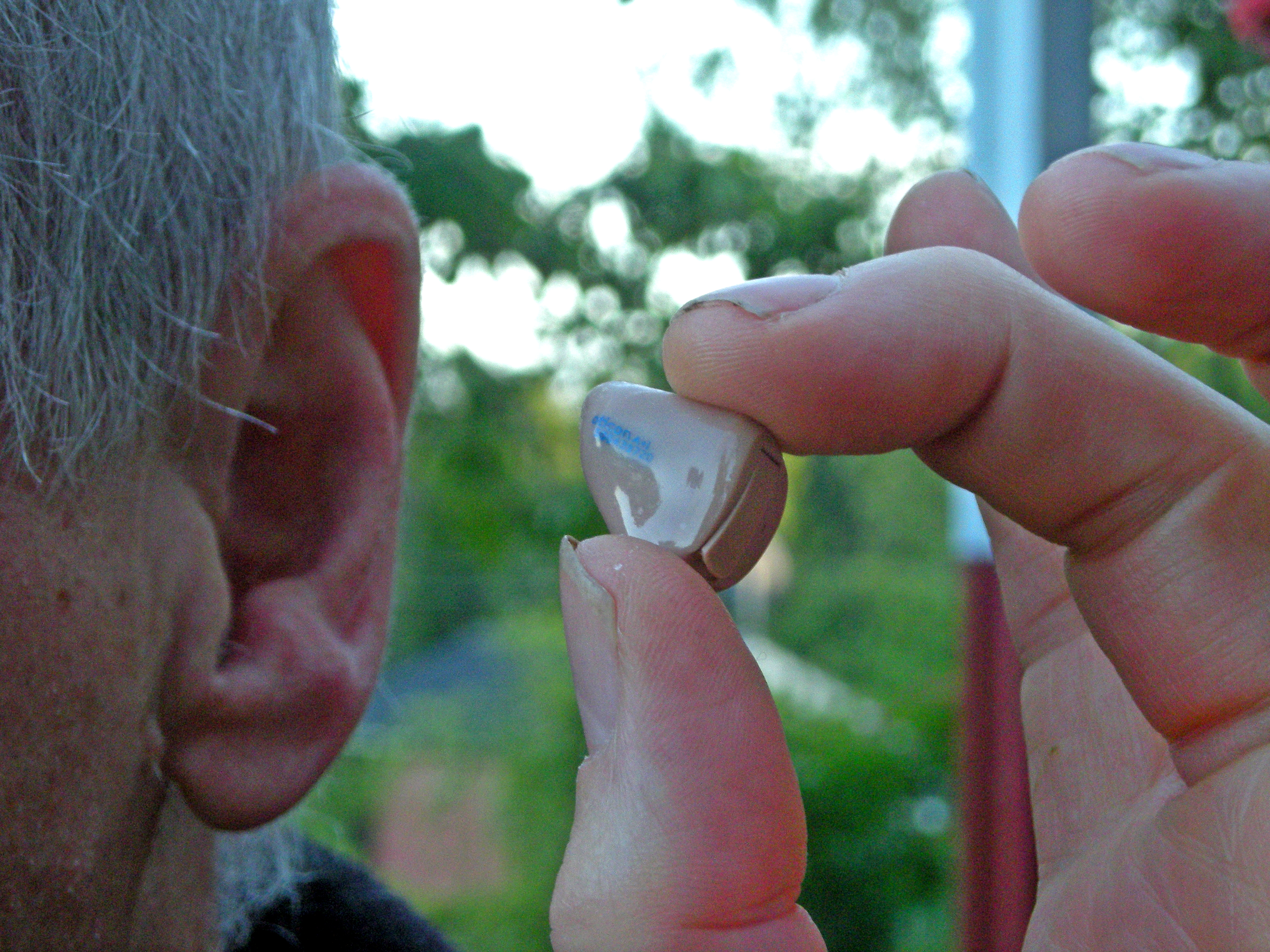
اوتیکان دانمارکی

اوتیکان (انگلیسی: Oticon) شرکت الکترونیک دانمارکی است، که در سال ۱۹۰۴ تأسیس شد.